# Organic and Biomolecular Chemistry
Organic and Biomolecular Chemistry (nach ISO 4 abgekürzt Org. Biomol. Chem.) ist eine wöchentlich erscheinende wissenschaftliche Fachzeitschrift der Royal Society of Chemistry. Die Erstausgabe erschien 2003. Die veröffentlichten Artikel decken die Gebiete Organische Synthese, Physikalisch-Organische Chemie, Supramolekulare Chemie und Chemische Biologie ab.
Der Impact Factor liegt bei 2,9 (Stand: 2023). In der Statistik des Science Citation Index belegt die Zeitschrift im Jahr 2014 in der Kategorie „organische Chemie“ Rang 11 von 57 Zeitschriften.
Chefredakteur der Zeitschrift ist Anthony Davis von der University of Bristol.
Von allen Artikeln stehen Abstracts im Web kostenfrei zur Verfügung, Volltext-PDF-Dateien sind dagegen kostenpflichtig. Die Inhalte von Organic and Biomolecular Chemistry gehen auch in die eher medizinisch ausgerichtete Datenbank MEDLINE ein.

## Publikationshistorie
Vorgängerzeitschrift war das Journal of the Chemical Society, das 1965 in vier eigenständige Titel aufgespalten wurde. Der Titel des Nachfolgejournals, aus dem schließlich Chemical Communications hervorging, wurde zwischenzeitlich mehrfach geändert, aufgespalten und wieder zusammengeführt:
- Journal of the Chemical Society C: Organic (1966–1971)
- Journal of the Chemical Society, Perkin Transactions 1 (1972–2002)
- Journal of the Chemical Society, Perkin Transactions 2 (1972–2002)
- Organic and Biomolecular Chemistry (seit 2003)